# Criptolexema
Los criptolexemas son las palabras de su lengua materna cuyo significado ignora el hablante.

## Clasificación
1. De acuerdo a su grado de familiaridad:
  1. Criptolexemas familiares: son aquellos que nos parecen conocidos pero no alcanzamos a poder definir.
  2. Criptolexemas inauditos: los que no nos resultan en nada familiares. Estos a su vez se dividen en dos grupos:
    1. Criptolexemas primicios: los que oímos o leemos por primera vez
    2. Criptolexemas amnémicos: los que a pesar de haber oído o leído antes no logramos reconocer.
2. De acuerdo a su uso:
  1. Criptolexemas omisos: son los que nunca usamos.
  2. Criptolexemas admisos: son las palabras que, aun sin saber qué significan exactamente, empleamos en ocasiones, y siempre de forma equívoca.
3. De acuerdo al grado de comprensión:
  1. Criptolexemas opacos: son aquellos que, al leer su definición, sabemos de inmediato qué significan.
  2. Criptolexemas oscuros: son las palabras cuya definición en el diccionario no nos sirve para comprender su significado. A ellos corresponden dos órdenes:
    1. Criptolexemas crípticos: son los que en sus definiciones constan más criptolexemas (como, por ejemplo, dintel de hierro, que, de acuerdo a la 22.ª edición del Diccionario de la lengua española de la Real Academia Española, significa: “barra de hierro que se embebe en la mocheta de un arco para apear las dovelas”).
    2. Criptolexemas ignotos: son los que, por más que su definición sea perfectamente inteligible, somos incapaces de comprender ya que desconocemos su referente.